# Festival Internacional de Cine de Cannes de 1959
La 12.ª edición del Festival Internacional de Cine de Cannes se desarrolló entre el 30 de abril al 15 de mayo de 1959.  La Palma de Oro fue otorgada a Orfeo negro de Marcel Camus. El festival la abrió Los 400 golpes, dirigida per François Truffaut y la cerró El diario de Ana Frank, dirigida por George Stevens.
En 1959 se inauguró la Marché du Film como contrapartida empresarial del Festival de Cine de Canes, con el objetivo de ayudar a satisfacer las necesidades de los profesionales de la industria cinematográfica. Antes de esta edición, el mercado se celebró de manera extraoficial a los cines de la rue d'Antibes en Cannes. Otro paso importante de este año para el Festival fue que el cine francés pasó del Ministerio de Indústria al Ministerio de Asuntos Culturales.

## Jurado
Las siguientes personas fueron nominadas para formar parte del jurado de la competición principal en la edición de 1959:
- Marcel Achard (Francia) Presidente
- Antoni Bohdziewicz (Polonia)
- Michael Cacoyannis (Grecia)
- Carlos Cuenca (España)
- Pierre Daninos (Francia)
- Julien Duvivier (Francia)
- Max Favalelli (Francia)
- Gene Kelly (EE. UU.)
- Carlo Ponti (Italia)
- Micheline Presle (Francia)
- Sergei Vasiliev (URSS)

Cortometraje
- Philippe Agostini (Francia)
- Antonin Brousil (Checoslovaquia)
- Paula Talaskivi (Finlandia)
- Jean Vivie (França) (funcionario CST)
- Véra Volmane (França) (periodista)

## Selección oficial
Las siguientes películas compitieron por la Palma de Oro:

### En competición – películas
- Los 400 golpes de François Truffaut
- Araya de Margot Benacerraf
- Helden de Franz Peter Wirth
- Orfeo negro de Marcel Camus
- Matomeno iliovasilemma de Andreas Labrinos
- Jakten de Erik Løchen
- Impulso criminal de Richard Fleischer
- Kriegsgericht de Kurt Meisel
- Touha de Vojtěch Jasný
- El diario de Ana Frank de George Stevens
- Édes Anna de Zoltán Fábri
- Die Halbzarte de Rolf Thiele
- Fanfare de Bert Haanstra
- Hiroshima mon amour de Alain Resnais
- Otchiy dom de Lev Kulidzhanov
- Luna de Miel de Michael Powell
- Lajwanti de Narendra Suri
- En mitad de la noche de Delbert Mann
- Sen noci svatojanske de Jiří Trnka
- Fröken April de Göran Gentele
- Nazarín de Luis Buñuel
- Policarpo, ufficiale di scrittura de Mario Soldati
- Rapsódia Portuguesa de João Mendes
- Un lugar en la cumbre de Jack Clayton
- Shirasagi de Teinosuke Kinugasa
- La Cucaracha de Ismael Rodríguez
- Sterne de Konrad Wolf
- Zafra de Lucas Demare
- Tang fu yu sheng nu de Tien Shen
- Vlak bez voznog reda de Veljko Bulajić

### Cortometrajes en competición
Los siguientes cortometrajes competían para la Palma de Oro al mejor cortometraje:
- A Telhetetlen mehecske de Gyula Macskássy
- Cinématographier o Préhistoire du cinema de Emile Degelin
- Corrida interdite de Denys Colomb Daunant
- Deca sa granice de Purisa Djordjevic
- Eine Stadt feiert Geburtstag de Ferdinand Khittl
- España 1800 de Jesús Fernández Santos
- Fartsfeber de Finn Carlsby
- Histoire d'un poisson rouge de Edmond Sechan
- Hsi yu chi de Tei Yang
- La mer et les jours de Alain Kaminker, Raymond Vogel
- La primera fundacion de Buenos Aires de Fernando Birri
- Le petit pecheur de la Mer de Chine de Serge Hanin
- Le Seigneur Julius de Khaled Abdul Wahab
- Ligeud ad luftvejen de Henning Carlsen
- Motyli zde neziji de Miro Bernat
- Neobjknovennie vstretchi by Archa Ovanessova
- New York, New York de Francis Thompson
- Paese d'America de Gian Luigi Polidoro
- Pecheurs de Sozopol de Nikolay Borovishki
- See Pakistan de W.J. Moylan
- Sinn im Sinnlosen de Bernhard Von Peithner-Lichtenfels
- Taj Mahal (corto) de Shri Mushir Ahmed
- Ten Men in a Boat de Sydney Latter
- The Fox Has Four Eyes de Jamie Uys
- The Living Stone de John Feeney
- Tussenspel bij kaarslicht de Charles Huguenot Van Der Linden
- Zmiana warty de Wlodzimierz Haupe

## Palmarés
Los galardonados en las secciones oficiales de 1959 fueron:
- Palma de Oro:  Orfeo negro de Marcel Camus
- Gran Premio del Jurado:  Sterne de Konrad Wolf
- Premio a la mejor dirección: François Truffaut por Los 400 golpes
- Premio a la interpretación masculina: Dean Stockwell, Bradford Dillman y Orson Welles por Impulso criminal
- Premio a la interpretación femenina: Simone Signoret por Un lugar en la cumbre
- Premio a la mejor comedia: Policarpo, ufficiale di scrittura de Mario Soldati
- Premio Internacional: Nazarín de Luis Buñuel
- Mención Especial: Shirasagi de Teinosuke Kinugasa
- Premio a la mejor selección de Checoslovaquia:
  - Touha de Vojtěch Jasný
  - Sen noci svatojanske de Jiří Trnka
- Palma de Oro al mejor cortometraje: Motyli zde neziji de Miro Bernat
- Premio del jurado al cortometraje: 
  - New York, New York de Francis Thompson
  - Zmiana warty de Wlodzimierz Haupe
- Premio especial del Jurado: Histoire d'un poisson rouge de Edmond Sechan
- Cortometraje - Mención especial: Le petit pecheur de la Mer de Chine de Serge Hanin
- Cortometraje- Homenaje: La mer et les jours d'Alain Kaminker, Raymond Vogel

### Premios independentes
- Premios FIPRESCI[8]ː 
  - Hiroshima mon amour de Alain Resnais
  - Araya de Margot Benacerraf
- Premio OCIC[9] Les Quatre Cents Coups de François Truffaut
- Premio de la Comisión Superior Técnica: Araya de Margot Benacerraf
- Gran Premio Técnico: Luna de Miel de Michael Powell

## Ceremonias
- Datos: Q645715
- Multimedia: 1959 Cannes Film Festival / Q645715